# Sombacour
Sombacour is een plaats en voormalige gemeente in het Franse departement Doubs in de regio Bourgogne-Franche-Comté en telt 524 inwoners (1999). De plaats maakt deel uit van het arrondissement Pontarlier.

## Geschiedenis
Op 1 januari 2024 fuseerde Sombacour met de gemeenten Bians-les-Usiers en Goux-les-Usiers tot de gemeente Val-d'Usiers.

## Geografie
De oppervlakte van Sombacour bedraagt 19,0 km², de bevolkingsdichtheid is 27,6 inwoners per km².
De onderstaande kaart toont de ligging van Sombacour met de belangrijkste infrastructuur en aangrenzende gemeenten.

## Demografie
Onderstaande figuur toont het verloop van het inwonertal.